# Anita Novinsky
Anita Novinsky   (Stachów, 22 de novembre de 1922 - São Paulo, 20 de juliol de 2021) va ser una historiadora brasilera, especialitzada en la Inquisició portuguesa al Brasil i en la història de la presència jueva al Brasil, en particular els costums dels criptojueus del país i el renaixement de la consciència de les seves arrels jueves, 200 anys després del final de la Inquisició al Brasil. Va ser autora de diversos llibres sobre aquest tema, professora associada i fundadora i presidenta del Museu de la Tolerància de la Universitat de São Paulo.

## Biografia
Novinsky va néixer a Stachów, Polònia, i va emigrar al Brasil amb la seva família quan tenia un any. Més tard es va convertir en ciutadana brasilera i va mantenir la nacionalitat brasilera i polonesa.
Es va llicenciar en filosofia a la Universitat de São Paulo el 1956, amb una especialització en psicologia a la Universitat de São Paulo el 1958, i va obtenir el seu doctorat en Història social per la Universitat de São Paulo el 1970 i especialització en racisme al món ibèric per l'Ecole des Hautes Études en Sciences Sociales el 1977. Va ensenyar com a professora associada a la Universitat de São Paulo. La seva especialització va ser l'estudi dels nous cristians, aquells jueus portuguesos i espanyols també coneguts com conversos o marranos que es van convertir o es van veure obligats a convertir-se al cristianisme durant l'edat mitjana, però van continuar practicant el judaisme en secret i van fingir ser fervorosament catòlics en públic. Va ser l’autora de diversos llibres en aquesta àrea.
Novinsky va fundar i exercir de presidenta del Museu de la Tolerància de la Universitat de Sao Paulo.
Va morir a São Paulo el 20 de juliol de 2021.

## Carrera
Novinsky es va llicenciar en filosofia a la Universitat de São Paulo el 1956 i va cursar una especialització en psicologia dos anys després. El 1970, es va doctorar en Història social per la Universitat de São Paulo, una especialització sobre racisme a Iberoamèrica el 1977 per l’École des hautes études en sciences sociales a França i un títol post-doc de la Université Paris 1 Panthéon-Sorbonne el 1983. Va ser professora emèrita de la seva alma mater, la Universitat de São Paulo.
Va ser la fundadora del Laboratori d’Estudis sobre Intolerància de la Universitat de São Paulo. La Universitat Rural Federal de Pernambuco té una classe que porta el seu nom. A part d’haver estat director d’Estudis de Ciències Socials i Religioses a l'École Pratique des Hautes Études de París, Novinsky va ser professor visitant a la Universitat Estatal de Nova Jersey, la Universitat de Texas a Austin i la Universitat de Brown.

### Autoritat sobre la Inquisició
Novinsky és considerada una de les principals autoritats pel que fa a la Inquisició portuguesa. El 2013, el Consell Nacional per al Desenvolupament Científic i Tecnològic la va distingir amb la distinció de Pionera de la Ciència al Brasil com a reconeixement a la seva investigació.
El documental A Estrela Oculta do Sertão, sobre comunitats de cripto-jueus al nord-est brasiler, es basa àmpliament en la seva investigació, inclosa una entrevista amb la mateixa investigadora.

## Obres
- Cristãos-novos na Bahia: 1624-1654. Perspectiva, Ed da Universidade de São Paulo, 1972.
- Bens confiscats a Cristãos-novos no Brasil, segle XVIII. Editora Imprensa Nacional - Casa da Moeda, 1978, Lisboa
- Inquisição. Cristãos Novos na Bahia, 11a edició. Editorial Perspectiva, São Paulo, 2007.
- Gabinete de Investigação: uma “caça aos judeus” sem precedentes. Brasil-Holanda, séculos XVII e XVIII. Editora Humanitas, São Paulo, 2007.
- O Santo Ofício da Inquisição no Maranhão. A Inquisição de 1731. Editorial Universidad Estatal de Maranhão, São Luiz, Maranhão, 2006.
- El mite dels noms de Marrano. Revue des Études Juives, 2006.
- Enquesta: Prisioneiros do Brasil. Editorial Expressão e Cultura, Río de Janeiro, 2002.
- Ibéria Judaica. Roteiros da Memória. Editorial Expressão, Río de Janeiro i EDUSP, São Paulo, 1996.
- Inquisição. Ensaios sobre Mentalidades, Heresias e Arte. Editorial Expressão e Cultura, Río de Janeiro, 1992
- Inquisição. Rol dos Culpados. Editorial Expressão e Cultura, Río de Janeiro, 1992
- O olhar Judaico em Machado de Assis. Editorial Expressão e Cultura, Río de Janeiro, 1990.
- Inquisição: Inventários de bens confiscados a cristãos novos no Brasil Editorial Imprensa Nacional. Casa de la Moneda, Lisboa, 1978.
- Padre Antônio Vieira, a Inquisição e os Judeus
- Os judeus que construíram o Brasil, 2016.